# Steinitz (Drebkau)

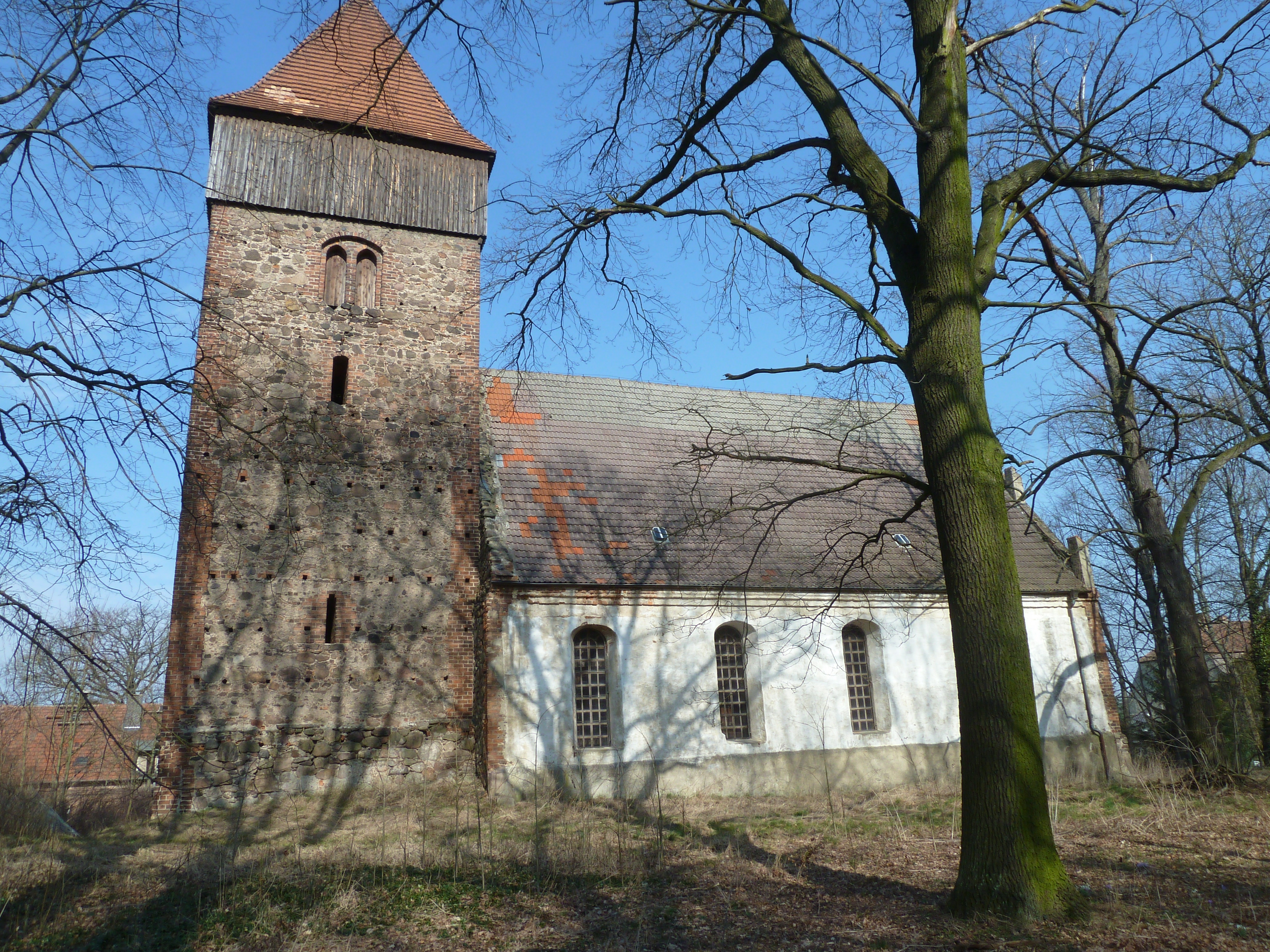
Dorfkirche Steinitz

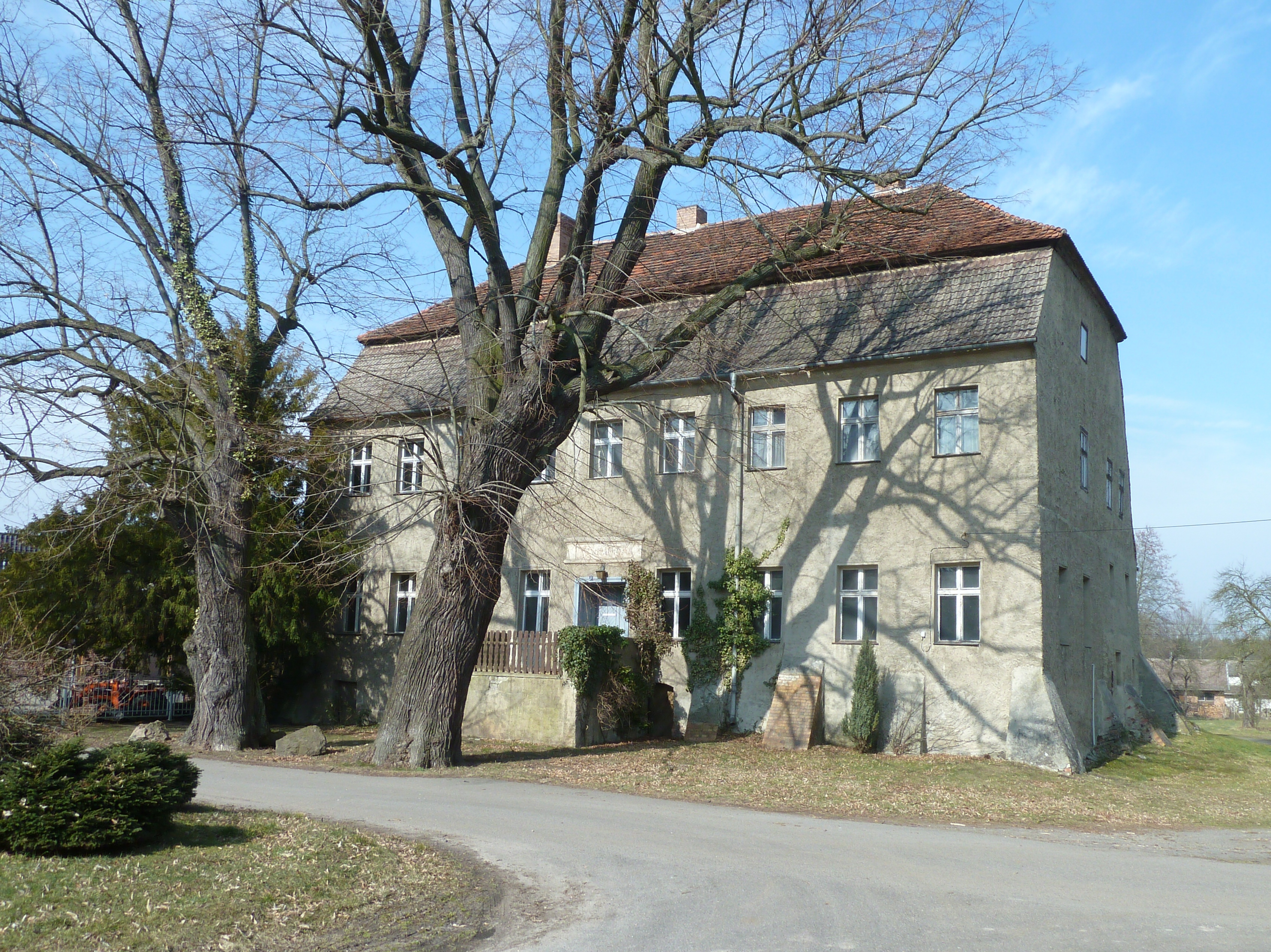
Gutshaus Steinitz

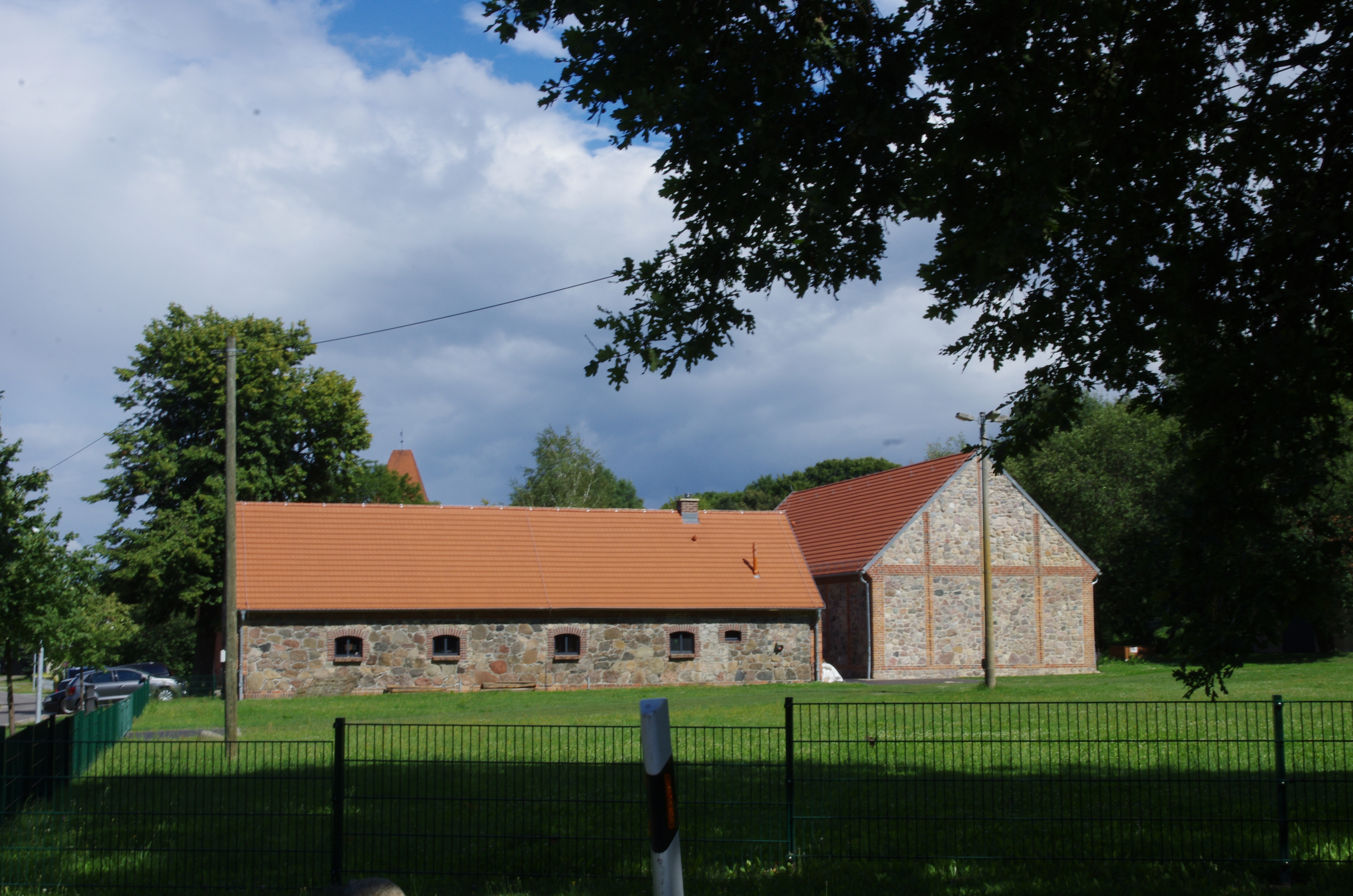
Steinitzhof

Steinitz, niedersorbisch Šćeńc, ist ein Gemeindeteil von Domsdorf, einem Ortsteil der Stadt Drebkau im Landkreis Spree-Neiße in Brandenburg. Bis zum 1. Januar 1973 war Steinitz eine eigenständige Gemeinde. Das Dorf zählt zum amtlichen Siedlungsgebiet der Sorben/Wenden.

## Lage
Steinitz liegt in der Niederlausitz etwa einen Kilometer südlich der Stadt Drebkau, 20 Kilometer südwestlich von Cottbus und 25 Kilometer nordöstlich von Senftenberg. Umliegende Ortschaften sind Raakow im Norden, Merkur und Jehserig im Nordosten, Papproth im Osten, Neupetershain und Neupetershain-Nord im Landkreis Oberspreewald-Lausitz im Südwesten sowie Domsdorf im Nordwesten.
Steinitz liegt etwa einen Kilometer südlich der Bundesstraße 169. Unmittelbar südlich des Dorfes liegt der Braunkohletagebau Welzow-Süd, die ehemaligen Nachbardörfer Gribona, Kausche und Geisendorf wurden inzwischen abgegraben. Östlich von Steinitz liegt der Görigker See.

## Geschichte
Das Dorf Steinitz wurde erstmals 1488 urkundlich erwähnt. Der Ortsname wurde damals Steynicz geschrieben, stammt aus dem Sorbischen und bedeutet Ort, wo es junge Hunde gibt. Im 15. Jahrhundert erhielt Steinitz eine Dorfkirche aus Mischmauerwerk, ähnlich der Kirche in Wolkenberg.
Bis in das 19. Jahrhundert war Steinitz ein sorbischsprachiges Dorf. Für seine Statistik über die sorbische Bevölkerung in der Lausitz ermittelte Arnošt Muka in den 1880er-Jahren eine Einwohnerzahl von insgesamt 179, davon waren 100 Einwohner Sorben und 79 Einwohner Deutsche, was einem sorbischsprachigen Anteil von 56 % entsprach. Ernst Tschernik zählte 1954 193 Einwohner, allerdings keinen sorbischen Muttersprachler, nur ein Einwohner hatte Sorbischkenntnisse.
Bis 1807 verlief die Grenze zwischen dem Kurfürstentum Sachsen und dem Königreich Preußen mitten durch das Dorf. Der sächsische Teil gehörte zum Calauischen Kreis, der preußische Teil zur Herrschaft Cottbus in der Mark Brandenburg. Durch den Tilsiter Frieden wurde das gesamte Dorf sächsisch, nach dem Wiener Kongress wurde es vollständig Preußen zugeschlagen. Bei der Kreisneubildung 1816 kam Steinitz in den Landkreis Calau.
Das zu diesem Zeitpunkt lange schon bestehende Rittergut Steinitz gehörte dem Adelsgeschlecht von Diepow, welches von der Ersterwähnung dem Uradel zugerechnet wird. 1879 war Gut Steinitz 217 ha groß, davon waren 140 ha Waldbesitz. Der langjährige Gutsbesitzer Holm von Diepow (1831–1925) und dessen erste Frau Ida von Plötz (1842–1881) verlegten ihren Hauptwohnsitz kurz nach Steinitz, nachfolgend wieder zurück nach Göhrigk. Um 1928 betrug des Gutsgröße mittlerweile 270 ha. Letzter Gutsherr in den 1930er Jahren war der Hauptmann a. D. Fritz von Diepow (1872–1959), verheiratet mit der Kaufmannstochter Johanna Dicke (1878–1949). Familie von Diepow lebte nach der Enteignung zuletzt in Lübben und ging dann nach Regensburg. Die Familie ist 1999 nach Hinweisen aus dem Deutschen Adelsblatt männlicherseits ausgestorben.
Am 25. Juli 1952 wurde die Gemeinde dem neu gebildeten Kreis Cottbus-Land im Bezirk Cottbus zugeordnet. Am 1. Januar 1973 wurde Steinitz nach Domsdorf eingemeindet. Nach der Wende lag Steinitz zunächst im Landkreis Cottbus und wurde nach der Kreisreform im Dezember 1993 dem Landkreis Spree-Neiße zugeordnet. Am 31. Dezember 2001 wurde Domsdorf zusammen mit Steinitz sowie den bis dahin ebenfalls eigenständigen Gemeinden Casel, Greifenhain, Jehserig, Laubst, Leuthen, Schorbus und Siewisch in die Stadt Drebkau eingegliedert.
1910 wurde im Ort ein Dreiseithof erbaut. Dieser wurde zu DDR-Zeiten als LPG-Büro genutzt, in den Stallungen waren Rinder und Schweine untergebracht. Nach der Wende war der Hof zunächst unbenutzt, seit einigen Jahren wird er als Kulturzentrum genutzt.

## Bevölkerungsentwicklung
| Einwohnerentwicklung in Steinitz von 1875 bis 1971 | Einwohnerentwicklung in Steinitz von 1875 bis 1971 | Einwohnerentwicklung in Steinitz von 1875 bis 1971 | Einwohnerentwicklung in Steinitz von 1875 bis 1971 | Einwohnerentwicklung in Steinitz von 1875 bis 1971 | Einwohnerentwicklung in Steinitz von 1875 bis 1971 | Einwohnerentwicklung in Steinitz von 1875 bis 1971 | Einwohnerentwicklung in Steinitz von 1875 bis 1971 |
| Jahr                                               | Einwohner                                          | Jahr                                               | Einwohner                                          | Jahr                                               | Einwohner                                          | Jahr                                               | Einwohner                                          |
| -------------------------------------------------- | -------------------------------------------------- | -------------------------------------------------- | -------------------------------------------------- | -------------------------------------------------- | -------------------------------------------------- | -------------------------------------------------- | -------------------------------------------------- |
| 1875                                               | 170                                                | 1925                                               | 185                                                | 1946                                               | 220                                                | 1971                                               | 153                                                |
| 1890                                               | 176                                                | 1933                                               | 186                                                | 1950                                               | 230                                                |                                                    |                                                    |
| 1910                                               | 234                                                | 1939                                               | 180                                                | 1964                                               | 170                                                |                                                    |                                                    |

## Kultur und Sehenswürdigkeiten
- Die Dorfkirche Steinitz ist eine Saalkirche aus der Mitte des 15. Jahrhunderts, die Anfang des 16. Jahrhunderts um einen Kirchturm erweitert wurde. Im Innenraum steht unter anderem eine zweigeschossige Hufeisenempore aus dem späten 18. Jahrhundert sowie ein hölzerner Kanzelaltar aus der ersten Hälfte des 18. Jahrhunderts.